# Sturmia longicauda
Sturmia longicauda är en tvåvingeart som beskrevs av Louis-Paul Mesnil 1970. Sturmia longicauda ingår i släktet Sturmia och familjen parasitflugor.
Artens utbredningsområde är Madagaskar. Inga underarter finns listade i Catalogue of Life.